# Le Papillon (film, 2002)
Pour les articles homonymes, voir Le Papillon.
Pour plus de détails, voir Fiche technique et Distribution.
Le Papillon est un film français de Philippe Muyl sorti le 18 décembre 2002.

## Synopsis
Elsa, une petite fille délaissée par sa mère, décide de suivre à son insu Julien, un septuagénaire passionné de papillons à la recherche d'une espèce rare, l'Isabelle.

## Fiche technique
- Titre original : Le Papillon
- Réalisation et scénario : Philippe Muyl
- Décors : Nikos Meletopoulos
- Costumes : Sylvie de Segonzac
- Photographie : Nicolas Herdt
- Montage : Mireille Leroy
- Son : Yves Osmu
- Mixage : Nicolas Naegelen, Daniel Sobrino
- Musique : Nicolas Errèra
- Production : Patrick Godeau
  - Production exécutive : Françoise Galfré
- Sociétés de production : Alicéléo, France 2 Cinéma, Rhône-Alpes Cinéma, Gimages Films
- Société de distribution : Rezo Films
- Pays d'origine :  France
- Langue : français
- Genre : comédie dramatique
- Durée : 85 minutes
- Dates de sortie :
  -  18 décembre 2002
  -  25 décembre 2002

## Distribution
- Michel Serrault : Julien
- Claire Bouanich : Elsa
- Nade Dieu : la mère d'Elsa, Isabelle
- Hélène Hily : Mme Marguerite, concierge
- Françoise Michaud : la serveuse du café
- Pierre Poirot : le policier du commissariat
- Jacky Nercessian : l'autre policier
- Jacques Bouanich : le père de Sébastien (crédité comme Jean-Jacques Bouanich)
- Catherine Cyler : la mère de Sébastien
- Jerry Lucas : Sébastien
- Francis Frappat : le géomètre

## Tournage
Le tournage s'est déroulé durant l'été 2002 dans le département de l'Isère, à Villard-de-Lans, Autrans, Engins, Lans-en-Vercors, Corrençon-en-Vercors, Châtelus et Rencurel. 

## Divers
Le générique du film est interprété par Michel Serrault et Claire Bouanich. Les paroles sont de Philippe Muyl et la musique de Nicolas Errèra.

## Sources
1. ↑  Fiche du film sur le site Rhône-Alpes Cinéma